# Krishnasamudram
Krishnasamudram is een census town in het district Tiruchirappalli van de Indiase staat Tamil Nadu. 

## Demografie
Volgens de Indiase volkstelling van 2001 wonen er 9254 mensen in Krishnasamudram, waarvan 51% mannelijk en 49% vrouwelijk is. De plaats heeft een alfabetiseringsgraad van 84%. 